# 克萊馬克斯 (北卡羅萊納州)
克萊馬克斯（英語：Climax）是位於美國北卡羅萊納州吉爾福德縣及蘭道夫縣的非建制地區。

## 歷史
克萊馬克斯的郵局自1891年營運至今。

## 地理
克萊馬克斯所處的海拔為高於海平面244米（即801英呎），而該地所採用的時區為UTC-5，即北美东部时区（EST）。同時該地設有夏令時間，為UTC-5調快一小時，即UTC-4（EDT）。